# Delia setiseriata
Delia setiseriata är en tvåvingeart som först beskrevs av Huckett 1952.  Delia setiseriata ingår i släktet Delia och familjen blomsterflugor. Inga underarter finns listade i Catalogue of Life.